# Université
Une université est une institution d'enseignement supérieur et de recherche, constituée par la réunion d'établissements d'enseignement tels que des collèges, des facultés, des instituts, des départements, des centres, des sections, des unités de formation et de recherche ou des écoles spécifiques, ainsi que des bibliothèques, des ateliers, des médiathèques ou encore des musées, etc.
Ces établissements forment un ensemble administratif cohérent, régit par un statut juridique, de droit public, privé ou éventuellement mixte. Sont ainsi rassemblées au sein d'une université, l'enseignement en études supérieures et la formation à la recherche (doctorat), la production de connaissances (recherche scientifique), la publication de travaux et de résultats, leur conservation (bibliothèques) dans différents domaines.
Le mot universitas attesté entre 1214 et 1218 en latin médiéval, dans la pratique de juristes, désigne une communauté, une assemblée ou une corporation, ici, de maîtres et/ou d'élèves universitas magistrorum et scolarium, il est emprunté au vocabulaire des organisations marchandes, en particulier des guildes de commerce et corporations régulant des activités de services marchands,. Ces corporations universitaires spécifiques ne caractérisent les premières et rares concentrations d'écoles d'enseignement supérieur de l'Europe méridionale et occidentale qu'à partir de la fin du premier tiers du XIIIe siècle. Il s'agit d'un statut qui permet de faire face aux autorités de l'école ecclésiastique, aux bourgeois de la ville réunis en assemblées ou en communes, voire au besoin à l'autoritarisme régalien ou papal.
L'entrée à l'université est généralement restreinte à ceux qui ont préalablement un diplôme d'enseignement secondaire. Le nombre d'étudiants dans les universités du monde est monté en flèche pendant tout le XXe siècle, spécialement depuis la Seconde Guerre mondiale. Aujourd'hui un bon fonctionnement des universités et plus généralement de l'enseignement supérieur est considéré comme un atout économique. Aussi, les grands pays européens, pour soutenir la compétition internationale, se sont lancés depuis une dizaine d'années dans un mouvement de réflexion et de réforme de leurs universités.

## Histoire

### Antiquité: naissance des académies et de l'université romaine

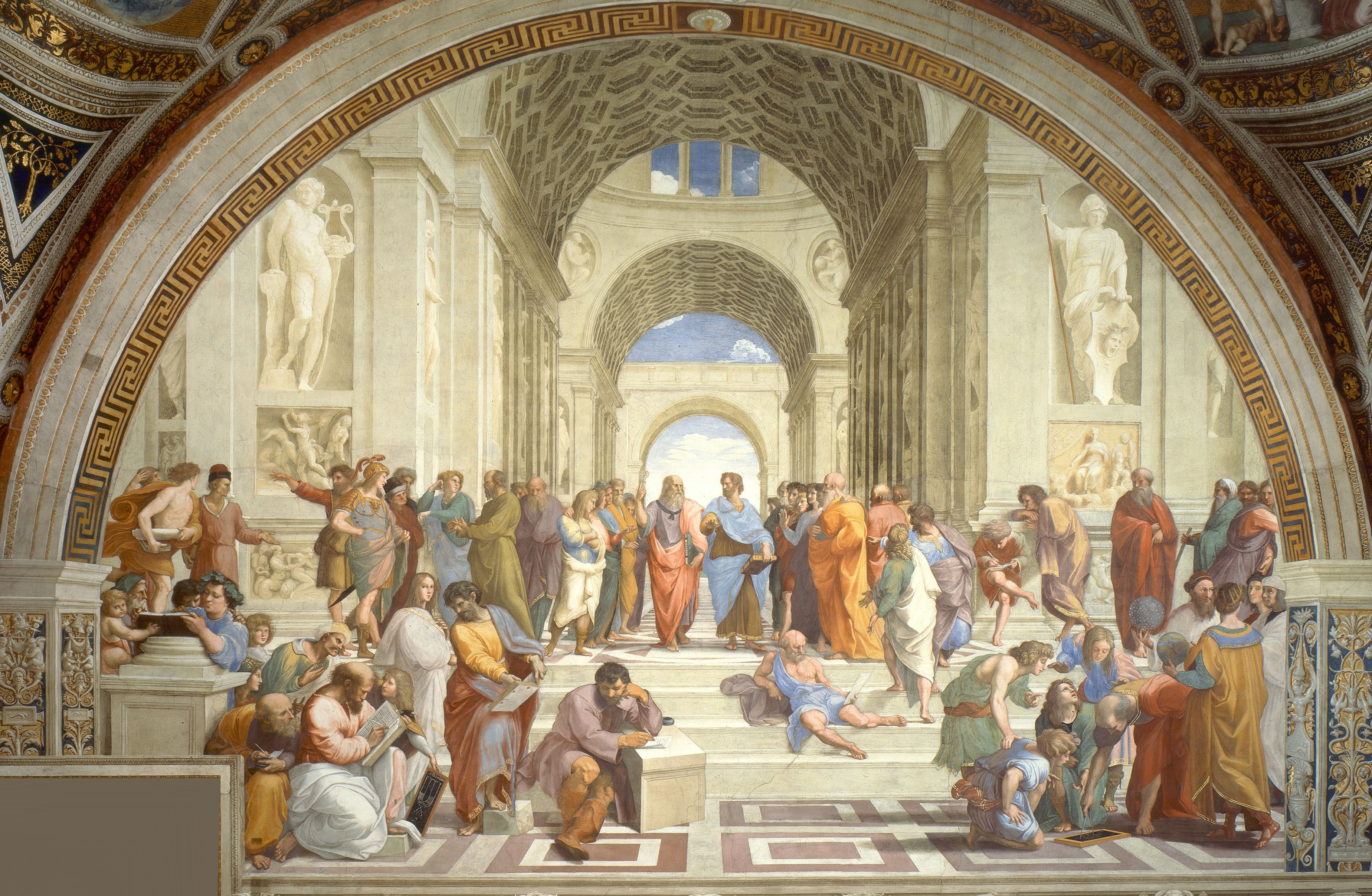
L'École d'Athènes de Raphaël, une allégorie de l'école de pensée grecque.

Les académies grecques, comme l'académie de Platon ou la bibliothèque d'Alexandrie, ainsi que d'autres organisations d'enseignement supérieur, telles que l'université de Nâlandâ en Inde, l'université de Nankin en Chine, l'académie de Gundishapur en Iran, l'Ashikaga gakkō au Japon, la madrassa Zitouna en Ifriqiya, l'école Quaraouiyine au Maroc, ou l'école de médecine de Salerne en Italie, existaient déjà dans des temps reculés. Ce sont parfois des centres d'enseignements spécialisés de très haut niveau, notamment en sciences dans le monde arabo-musulman du IXe siècle.
Théodose II et son entourage familial (notamment son épouse Eudocie, fille du sophiste Eudoxe) sont à l'origine de la création de la première université, l'université de Constantinople en 425.

### Moyen Âge: naissance des groupements d'écoles, précurseurs des universités

#### XIesiècleauXIIesiècle

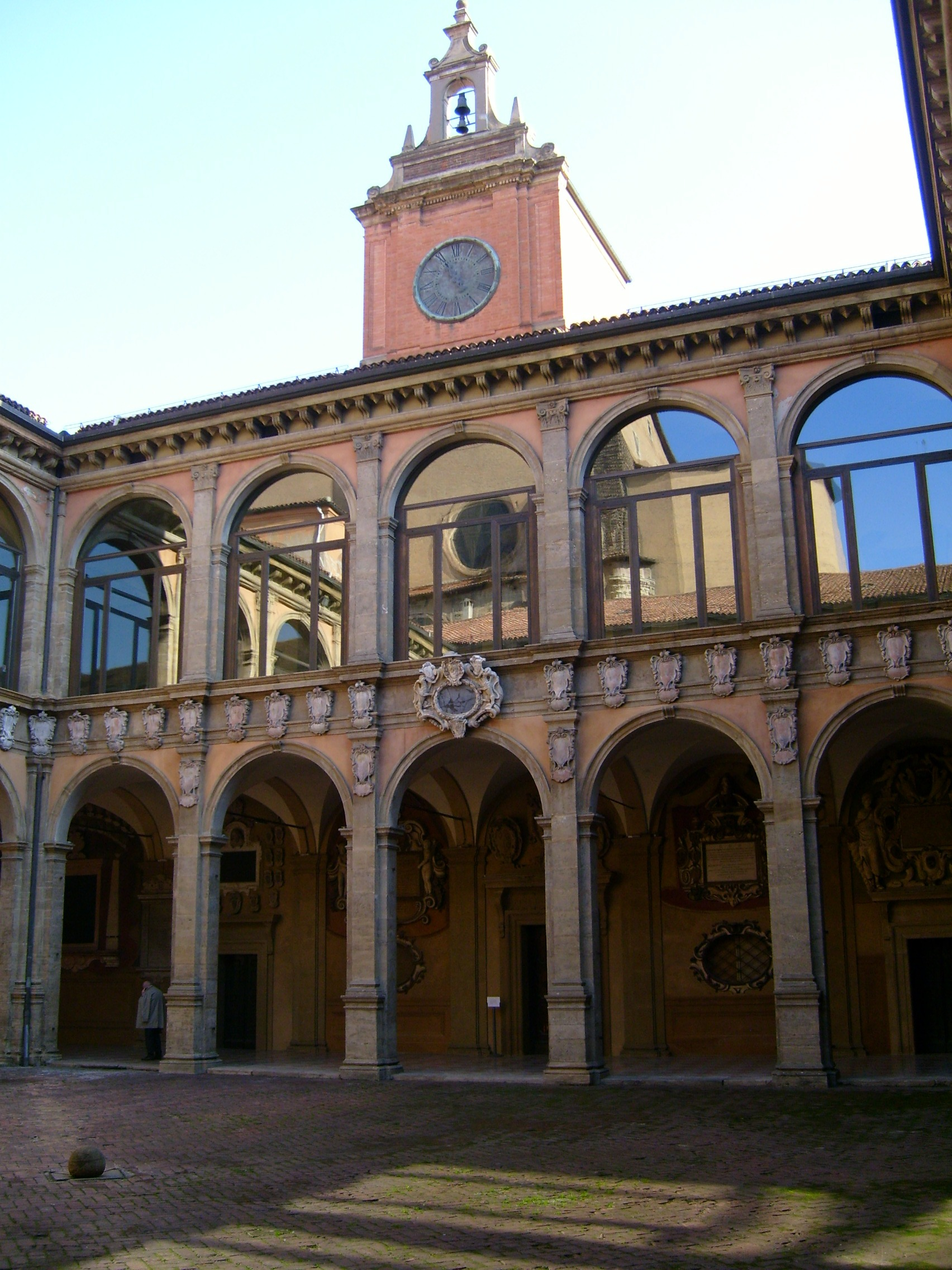
L'université de Bologne.

L'enseignement supérieur ou studium generale, offrant la maîtrise de l'expression et de la rédaction en latin médiéval (incluant des formes de latin antérieures par l'étude des lettres ou grammatica), les connaissances fondamentales de la médecine et de la pharmacie, les bases du droit civil et de la logique existe de manière éparse en Occident, mais il tend à se concentrer en quelques cités ou villes italiennes, ainsi la faculté de médecine de Salerne dès l'an 1088. Il faut signaler que les véritables enseignements du droit canon (droit religieux), de théologie, des mathématiques et de la philosophie, n'apparaissent qu'au cours du XIIIe siècle.
En 1088, des maîtres grammairiens, de logique et de rhétorique s'intéressent à la compilation, à l'étude et à la transmission des connaissances juridiques de l'époque. Ce faisant, ils fondent les embryons de l'université de Bologne connue sous le nom d'Alma mater studiorum.
En 1150, à peine quatorze ans après le départ d'Abélard de l'école du cloître de Paris (sur l'île de la Cité), les étudiants de tous (ce qui peut s'écrire universitas dans un sens vague) ou toutes les réunions scolaires de la colline Sainte-Geneviève, rive gauche de Paris tendent à se regrouper de manière informelle, dans ce qui sera plus tard dénommé le quartier latin (microtoponyme) et l'université de Paris (institution).
Ces premiers collèges ou regroupements de classes (de colligere, se réunir) représentent les différentes facultés (possibilités d'études) qui composeront l'université de Paris. En 1246, dans le Chartularium Universitatis Parisiensis, le terme universitas désigne sans équivoque la corporation des maîtres et étudiants. Le roi d'Angleterre Henri II rappelle les étudiants anglais chassés de Paris après 1166 pour fonder avec l'évêque de Lincoln et l'écolâtre d'Oxford ce qui s'appellera plus tard l'université d'Oxford.

#### XIIIesiècle

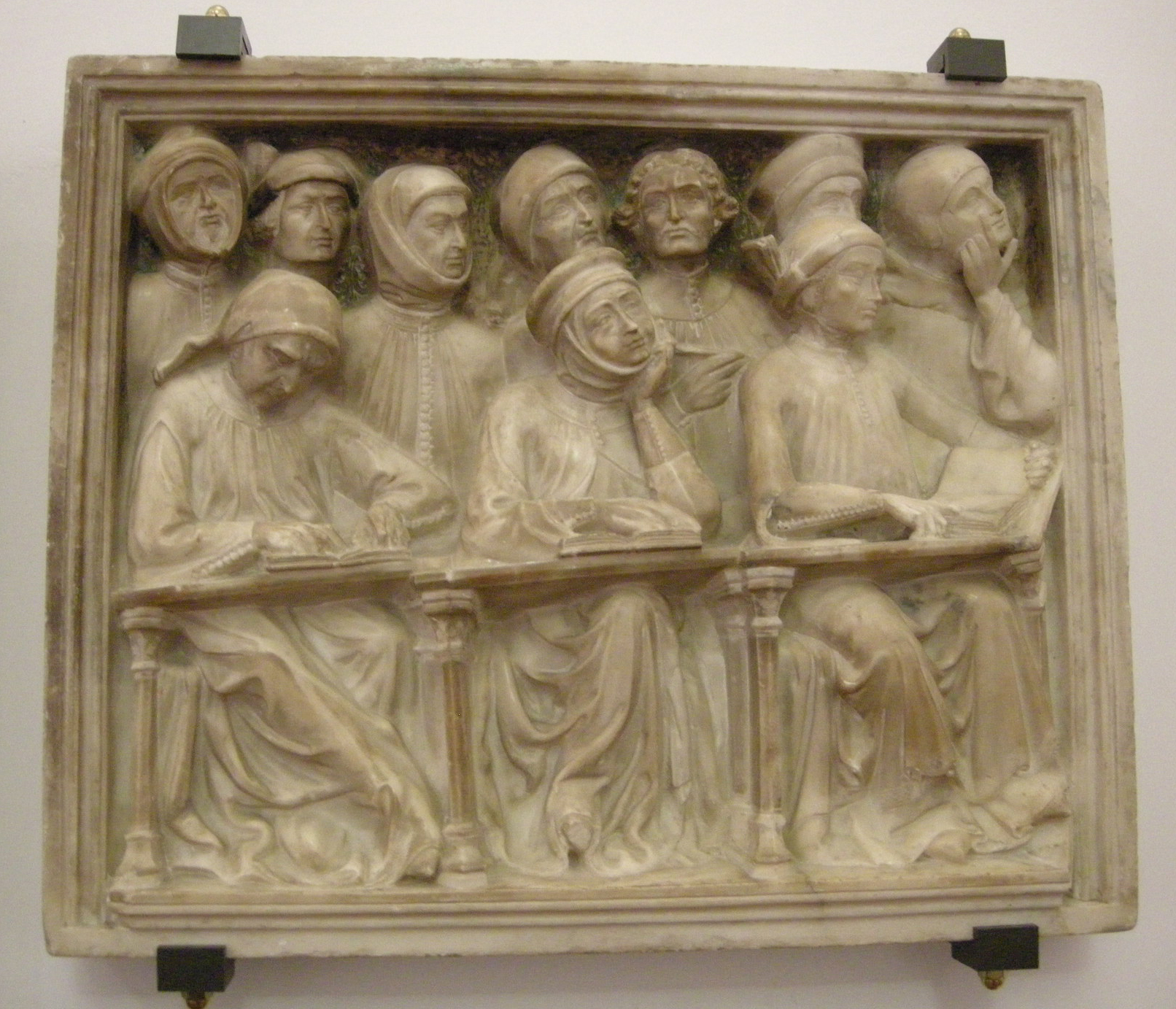
Etudiants de l’université de Bologne, bas-relief de la tombe du professeur Johannes de Legnano (1383), musée civique médiéval de Bologne.

Il peut être tentant de prendre une acception anachronique de l'université et d'en explorer les périodes anciennes. Pour un historien médiéviste rigoureux, ce terme ne se justifie en général qu'après le premier tiers du XIIIe siècle. L'instauration du statut juridique, inhérent à leur dénomination, prouve le succès antérieur de ces entités. Le nombre des universités croît dans les pays prospères, grâce à la libéralité de l'église dont le bénéfice pourvoit à son fonctionnement. Ainsi, vers le premier tiers du XIIIe siècle naissent les universités préalablement citées (par abus), mais aussi celles d'Arezzo, de Salamanque, de Padoue (1222), de Naples, de Toulouse, de Cambridge.
En 1289, la bulle papale Quia Sapientia du pape Nicolas IV rassemble les écoles de médecine, droit et arts libéraux de Montpellier (l'enseignement général et médical étant attesté avant 1150), et crée officiellement l'université de Montpellier, avec celle de Gray en Bourgogne-Franche-Comté et les universités de Macerata et d’Ascoli Piceno dans la Marche d’Ancône : on y étudie toutes les disciplines, et ses diplômes sont valables dans toute la Chrétienté.
Après 1290, une université est créée à Coimbra au royaume du Portugal. Au XIIIe siècle, les disciplines enseignées s'organisent autour des « quatre facultés » que sont les arts, la médecine, le droit et la théologie.
À cette époque de maturité, les universités contribuent à la redécouverte des savoirs anciens, ceux qui sont étroitement liés à l'Église catholique ou ceux qui sont redécouverts par les échanges méditerranéens, en particulier les sciences païennes ou traditionnelles, les philosophies de posture antique ou de classification dont l'aristotélisme. Dans ce contexte, il n'est pas étonnant que la théologie et le droit canon se taillent la part du lion. Les étudiants viennent parfois de loin pour recevoir les enseignements universitaires. Les « arts mécaniques » et les « sciences lucratives » ne sont pas abordés, victimes du mépris du travail manuel et du profit pécuniaire que les nobles et le clergé affichaient à l'époque. L'enseignement reposait sur des textes de référence (« autorités »). La pédagogie consistait en la lectio (lecture) et la disputatio (« dispute »), sorte de débat contradictoire reposant essentiellement sur le syllogisme. Les universités se dotent rapidement de bibliothèques pour pallier la rareté des exemplaires disponibles pour les lectures.

#### DuXIVeauXVesiècle
L'université de Pérouse apparaît en 1308.
À partir du XVe siècle de nouvelles universités sont créées, à un rythme soutenu, notamment en Europe centrale et nordique. Ainsi l’université de Prague (fondée en 1348 par l'empereur Charles IV), l'université de Cracovie (1364), l'université de Vienne (1365), l'université de Heidelberg (1386), l'université de Cologne (1388), puis l'université de Leipzig (1409).

### Temps modernes: marquage religieux et étatisation des universités

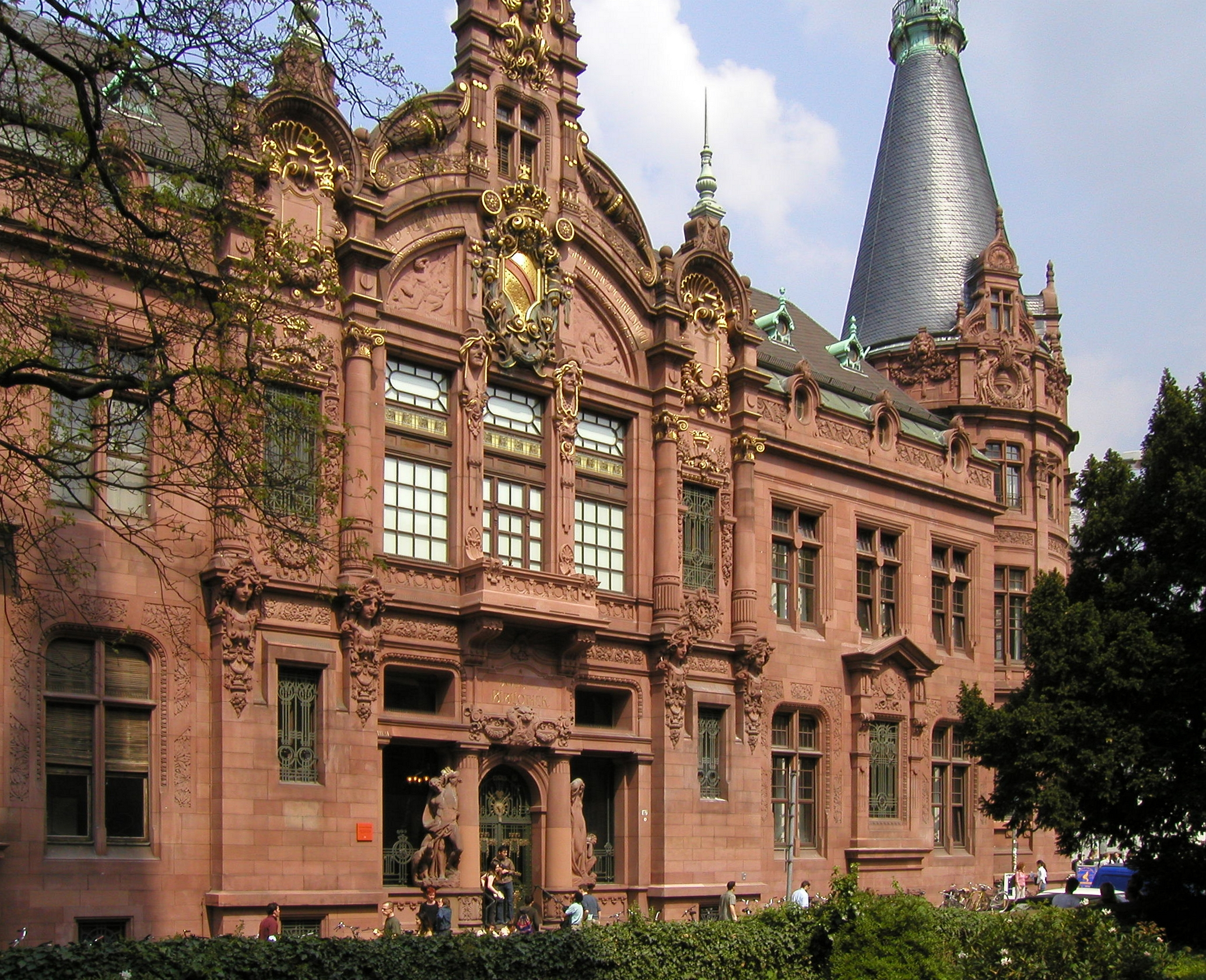
L'université de Heidelberg fut fondée en 1386 et est de ce fait la plus ancienne d'Allemagne.

Au début du XVIe siècle, il existe une cinquantaine d'universités. Bologne, Paris et Oxford les plus anciennes et les plus recherchées ont été incontestablement les plus prestigieuses, la première en matière de droit juridique et la seconde en matière de théologie et de droit religieux. Après le désenclavement du monde, les universités se répandirent très lentement en Amérique latine puis en Amérique du Nord.
Les particularismes religieux qui apparaissent en Europe (Église anglicane, protestantismes) affectent les disciplines enseignées ainsi que les modalités d'enseignement. De plus les structures politico-religieuses en France, en Allemagne ou en Angleterre par exemple, (re)prennent progressivement le contrôle des universités, qui y perdent alors en autonomie (au moins par rapport à l'État). Ces évolutions signent la fin de la peregrinatio academica et réduit « l’éventail social » des étudiants au sein des universités.

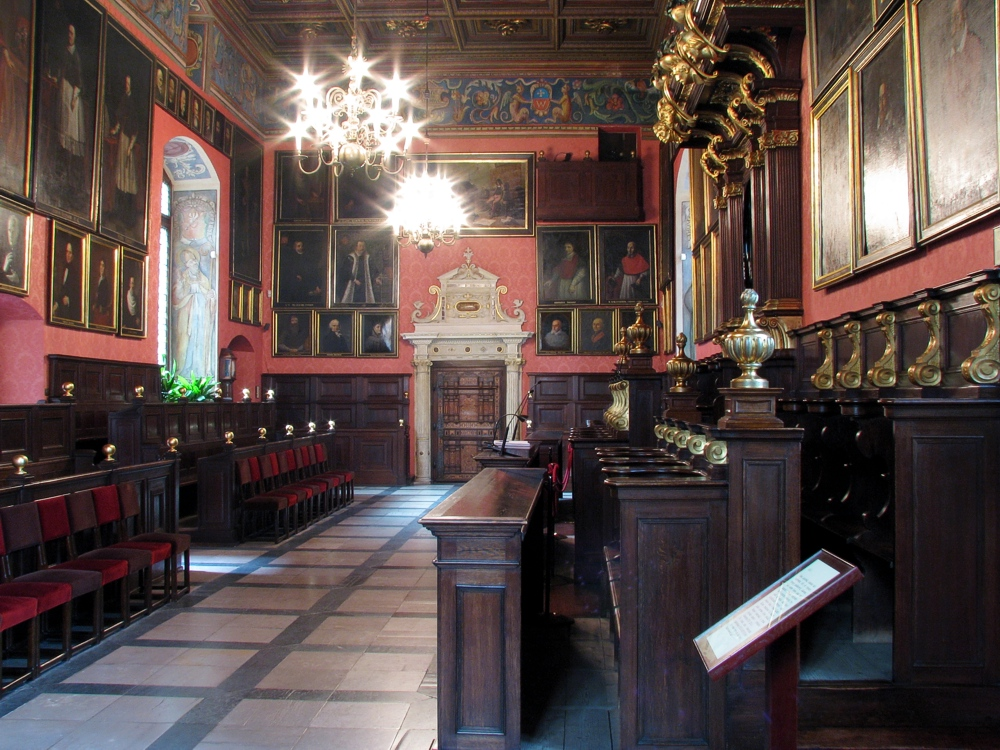
L'université Jagellonne de Cracovie (Pologne), fondée l'année 1364, à côté de l'université de Prague, la principale université d'Europe centrale

Aussi, il n'est pas surprenant qu'en pleine Renaissance, les institutions universitaires aient été largement contestées et critiquées, tant sur leurs fonctionnements que sur leurs rôles. Le siècle des Lumières soulève la question de l'utilité des enseignements dispensés. Jusqu'au milieu du XVIIIe siècle, ceux-ci se limitent aux mathématiques, à la médecine, à la théologie et aux langues mortes (latin-grec) ; les autres disciplines, dont la physique, sont étudiées dans d'autres institutions, telles que la Royal Society à Londres, fondée en 1660, ou l'Académie des sciences en France, fondée en 1666. Il s'agit de savoir si l'université a pour ambition de produire des compétences profitables à tous ou si elle doit assurer aux titulaires des diplômes dispensés un rang social élevé. On regrette le manque d'assiduité des étudiants autant que des professeurs ; on suspecte la qualité et la valeur des diplômes délivrés ; on constate la fraude et la complaisance.
En France, la Convention nationale supprima les universités le 15 septembre 1793 et créa les grandes écoles spéciales : l'École polytechnique, le Conservatoire national des arts et métiers, l'École normale supérieure (France), l'École des beaux-arts. La plupart de ces institutions existent encore.

### XIXesiècle: universités héritières des Lumières

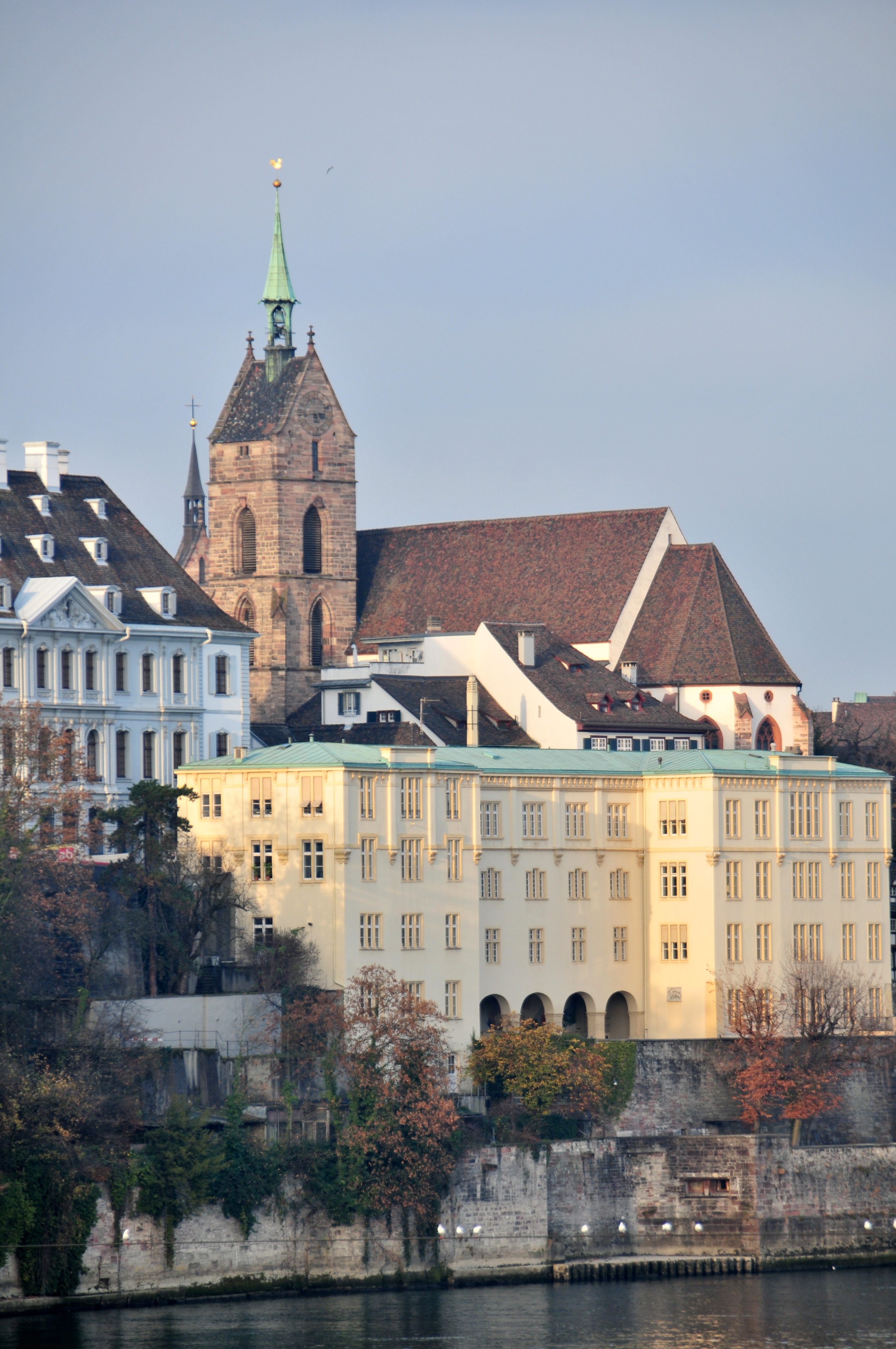
L'Université de Bâle, la plus ancienne de Suisse, est en raison de l'héritage intellectuel d'Érasme au XVe siècle généralement comptée parmi l'un des lieux de naissance de l'humanisme.

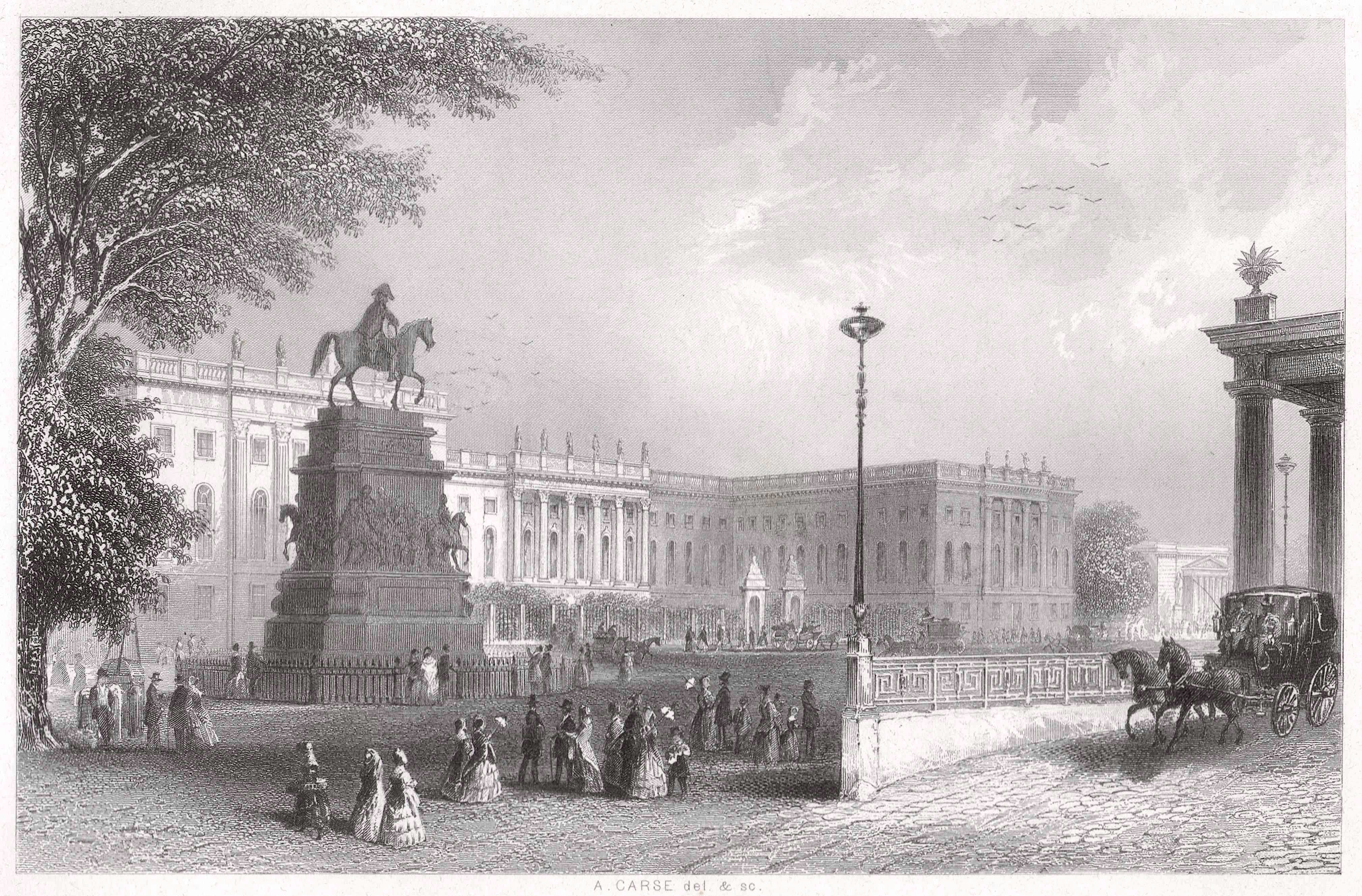
L'université Humboldt en 1850.

Les courants libéraux qui parcourent l'Europe entraînent de profondes réformes. Lors de la Révolution française, l'abolition des universités de l’Ancien Régime entraînera pour un temps leur fermeture. La domination napoléonienne sur une large partie du Vieux Continent aura de profondes conséquences sur les universités occidentales. Le Premier Empire suscite un regain d'intérêt pour les sciences et les technologies, encore mal représentées dans les universités. Parallèlement, l'empereur réorganise le système universitaire et nomme explicitement les professeurs. Le morcellement des connaissances, dispensées au sein d'écoles distinctes, sera alors parfois perçu comme l’engagement de la France dans une impasse.
En 1806, la Prusse vaincue par l'Empire français réforme une partie de ses institutions dont son université. Elle fonde un corps des maîtres de l'enseignement public des divers degrés, et organise un contrôle maîtrisé de l'enseignement à partir des centres universitaires réputés. Désormais, l'université moderne devient le garant institutionnel de l'ensemble des fonctions du système éducatif et de l'enseignement public. C'est aussi à cette époque que commence (notamment en Allemagne) l'enseignement de disciplines nouvelles, comme la philologie, les mathématiques et la physique. L’Allemagne, par le biais de l'université Humboldt de Berlin fondée par Wilhelm von Humboldt, promeut un nouveau modèle pour l'université : elle n'est plus pensée comme la division d'une philosophie en domaines spécialisés, mais comme la collection universelle des connaissances et des recherches.
Aux États-Unis aussi le système universitaire se réinvente et devient profondément différent de celui hérité du temps des colonies anglaises. Le développement rapide du pays et l'importante immigration supportent un enseignement supérieur de masse, dynamique et hétérogène. Sans que ce soit explicite, il suivra pour l'essentiel le modèle allemand, en pensant l'université comme le lieu de la confrontation de tous les savoirs. Aux États-Unis, au moment où les universités de ce pays commençaient leur ascension qui devait les mener au niveau qu'elles ont aujourd'hui, Peirce, un philosophe américain, a défini en 1891 l'université comme « une association d’hommes […] dotée et privilégiée par l’État, en sorte que le peuple puisse recevoir une formation [guidance] intellectuelle et que les problèmes théoriques qui surgissent au cours du développement de la civilisation puissent être résolus ». La définition de Peirce renvoie au latin classique où l'expression universitas hominorum (« association d'hommes ») désigne ce que nous nommons aujourd'hui une personne morale ou une personne juridique.
Le modèle de l'université occidentale se propage à l'Asie de l'Est par plusieurs biais. Les puissances étatiques sont l'un de ces vecteurs. Le Japon impérial de l'ère Meiji récupère ainsi ce modèle à la suite des enseignements de la mission Iwakura de 1871, et ouvre en 1877 l'université impériale, établissement qui sert de modèle à d'autres universités ouvertes par la suite par le Japon impérial. Selon les matières et les compétences, quatre nations ou entités universitaires sont prises pour modèle, la Grande-Bretagne, l'Allemagne impériale, l'Italie et la France. Le continent asiatique maintient son ancien système d'éducation. En Chine, l'université de Pékin est instaurée par l'empire à la suite de la réforme des Cent Jours en 1898, et en Corée, l'université Korea est créée en 1905 par un proche de la famille royale.
Le modèle occidental est aussi diffusé via des missionnaires, qui ouvrent dans la région des établissements de ce type, comme l'université l'Aurore ouverte à Shanghai en 1903 par un prêtre catholique, l'université Yonsei ouverte par un docteur presbytérien à Séoul en 1885, ou l'université Rikkyō ouverte à Tōkyō en 1874 par un missionnaire de l'Église épiscopale des États-Unis. Enfin, d'autres établissements déjà existants se modernisent en adoptant le modèle de l'université occidentale, par exemple l'université Keiō ouverte à Tōkyō en 1858 et qui ouvre sa première formation universitaire en 1890.

### DuXXesiècleà nos jours: l'université contemporaine

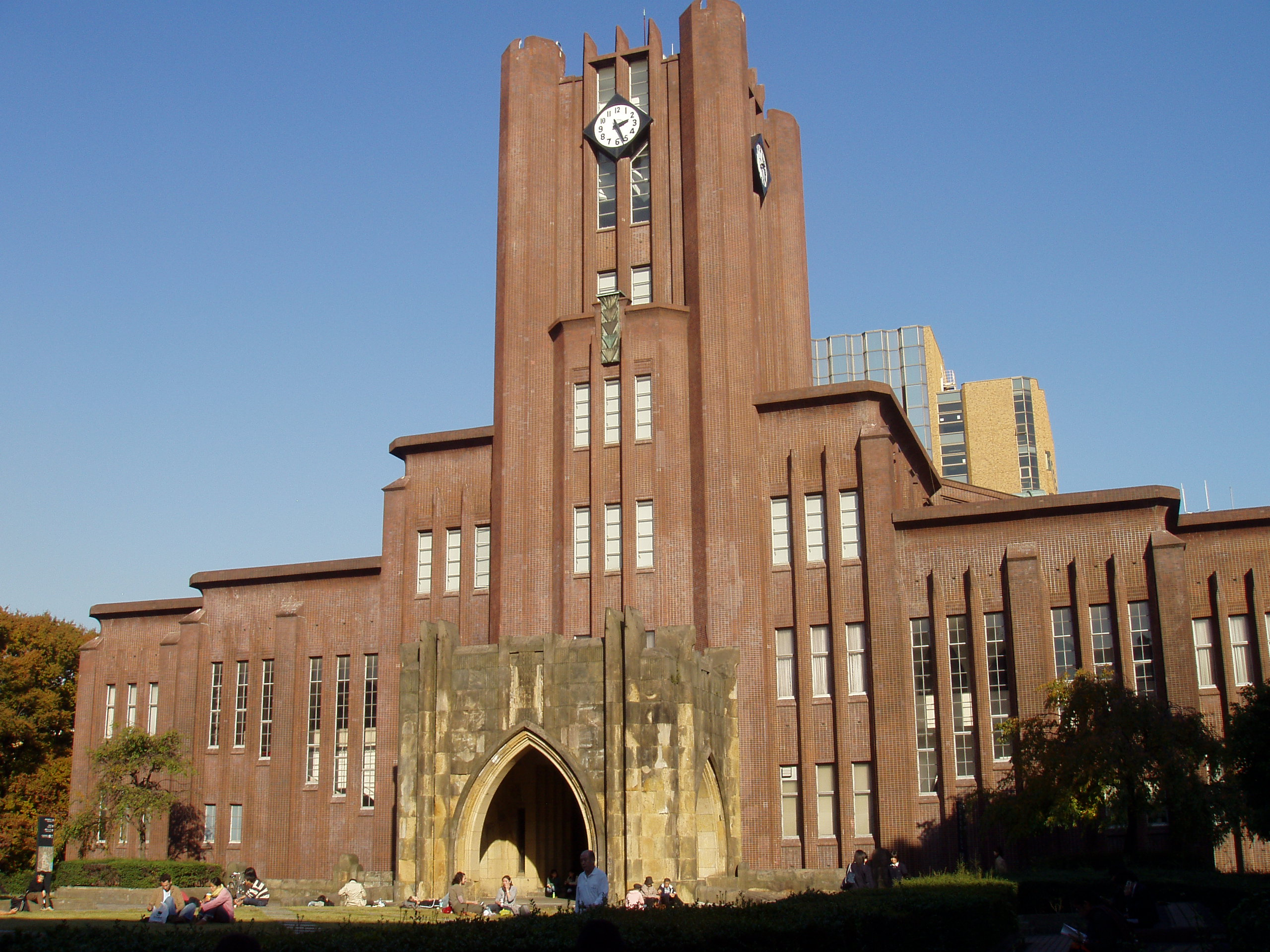
L'université de Tokyo ouvrit en 1877 sur le modèle occidental à la suite des enseignements de la mission Iwakura.

En France, 43 % des étudiants restent concentrés à Paris en 1914. En Angleterre, Oxford et Cambridge restent prédominantes jusqu'au milieu du XXe siècle. En Allemagne, l'arrivée de pouvoirs autoritaires provoque une crise grave du « modèle allemand ». Dans la « mise au pas de l’enseignement supérieur par le régime nazi », un tiers du corps enseignant est touché par l’épuration, qui s’en va renforcer notamment les universités américaines, et beaucoup de ceux qui restent perdent honneur et probité.
C'est aussi au XXe siècle que le modèle de l'enseignement supérieur au sein d'universités se généralise partout dans le monde (en Asie, en Afrique). À la fin de la Seconde Guerre mondiale, le développement universitaire est perçu comme l'un des principaux critères du rayonnement politique, économique et culturel des pays civilisés (notamment durant la guerre froide). À l'aube du XXIe siècle il est considéré par les économistes comme un indicateur de référence pour la stabilité économique d'un pays. Les États poussent les universités à être utiles au développement économique et à l'employabilité des étudiants au détriment de missions comme (a) la transmission de connaissances critiques quant à l'évolution du monde contemporain, (b) la production de connaissances dans des disciplines peu propices au développement technique et/ou économique.
L'article 13 du Pacte international relatif aux droits économiques, sociaux et culturels adopté à New York le 16 décembre 1966 par l'Assemblée générale des Nations unies stipule que : « L'enseignement supérieur doit être rendu accessible à tous en pleine égalité, en fonction des capacités de chacun, par tous les moyens appropriés et notamment par l'instauration progressive de la gratuité ».
Pour répondre à l'aspiration à la connaissance et au savoir des milieux sociaux qui ont un accès très réduit à l'université et de manière générale au savoir organisé, émerge à la fin du XIXe siècle le courant des universités populaires.

## Organisation et missions

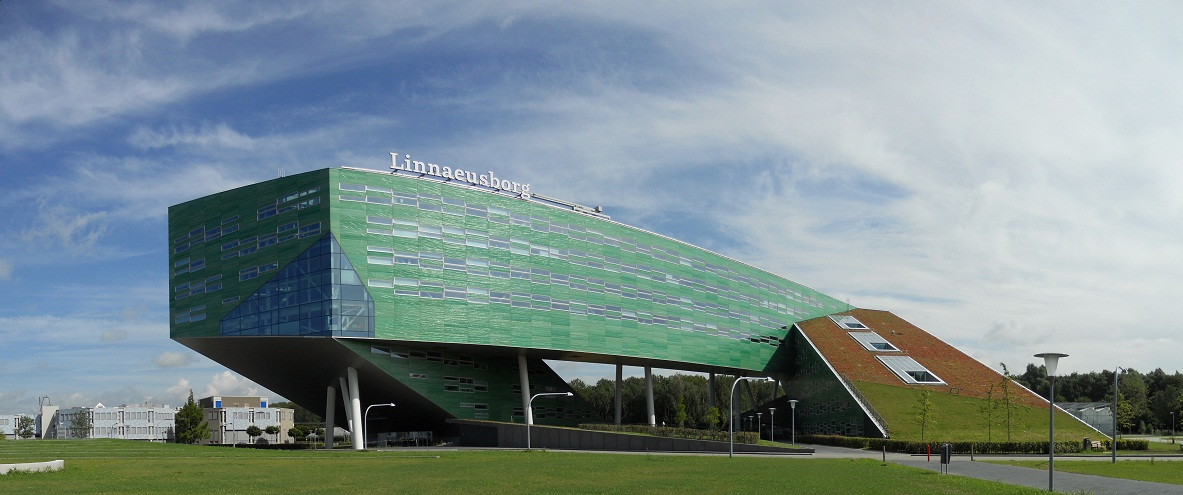
Université de Groningue (Pays-Bas).

Le mot université vient du latin Universitas magistrorum et scholarium qui désigne à l'origine la corporation des enseignants et des étudiants d'une même ville. Les universités sont aujourd'hui divisées en départements académiques, écoles ou facultés (appelés en France de nos jours « unités de formation et de recherche » (UFR)). Aux États-Unis, certains établissements qui seraient classés, en France, sous l’appellation « grande école » sont intégrés à des universités ; par exemple, une école de commerce telle que la Harvard Business School est l'équivalent d'une faculté de l’université Harvard. Ceci amène Jacques Mistral à voir Harvard comme une fédération de grandes écoles (Harvard Law School, John F. Kennedy School of Government, Harvard Medical School, Harvard School of Public Health, Graduate School of Design, etc.).
Une université peut être :
- soit publique, autrement dit contrôlée et financée par une collectivité publique, système largement pratiqué en France par exemple où l'enseignement supérieur reste essentiellement du domaine de l'État, celui-ci leur conférant une certaine autonomie. Paradoxalement, l'État en France ne confie pas la formation de son personnel aux universités mais depuis le milieu du XVIIIe siècle aux grandes écoles administratives ;

- soit privée. Ce fut sous cette forme que furent créées les premières universités. Le système reste très répandu dans certains pays, notamment aux États-Unis. Dans ce pays, de nombreuses universités appartiennent à des fondations, des associations ou des congrégations — on dit qu'elles sont « à but non lucratif » en ce sens que si elles ne sont pas la possession d'une collectivité locale ou d'un État, leur but n'est pourtant pas de faire du profit. Il peut aussi exister des universités cherchant à dégager des bénéfices.

À noter l'existence des « franchises universitaires », par lesquelles les forces de police en France avaient l'interdiction de forcer l'enceinte des facultés, mais qui réglaient également, par la franchise juridictionnelle, la légalité du pouvoir disciplinaire. Cette question des franchises universitaires reste apparemment d'actualité à Abidjan en Côte d'Ivoire, ou en Algérie. En France, si leur existence est oubliée de beaucoup, leur existence reste l'objet de débats.

### Universités et croissance économique
Les universités, et plus globalement l’ensemble des établissements d'enseignement supérieur, sont de nos jours considérées par les économistes comme pouvant être des vecteurs de croissance économique (théorie de la croissance endogène). Des études récentes[réf. nécessaire] ont insisté, d'une part sur le fait que selon que le pays était proche ou loin de la « frontière technologique », les caractéristiques du système d'enseignement supérieur devaient évoluer et d'autre part, sur l'importance des relations entre les universités et leur environnement géographique sans pour autant perdre les échanges avec les autres environnements géographiques (notion de pôle de compétitivité).

#### Frontière technologique et évolution des universités

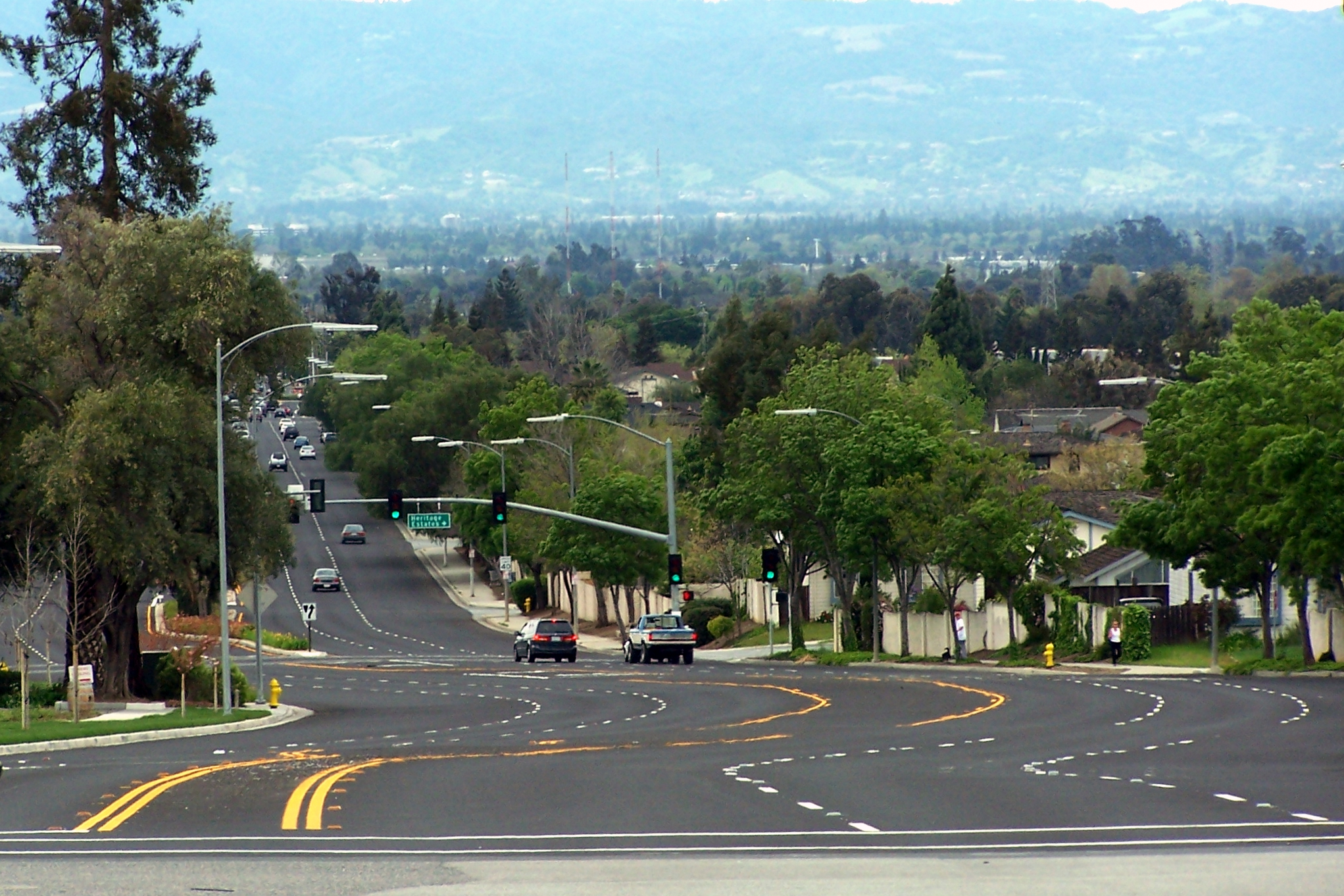
Silicon Valley (Vallée du silicium).

D’une étude de 2004, intitulée Éducation et croissance économique, de Philippe Aghion et Élie Cohen, il ressort que, selon que le pays est loin ou proche de la « frontière technologique » c’est-à-dire, de nos jours, du niveau technologique des États-Unis, les exigences en matière de système éducatif varient. Dans le premier cas, le pays est en phase de rattrapage, comme l’a été la France après la Seconde Guerre mondiale. Ce qui compte alors c’est d'abord l’enseignement secondaire. Au contraire, dès que l’on approche de la frontière technologique, l'enseignement supérieur, notamment les universités, devient beaucoup plus important. En effet, alors le pays n'est plus dans l'imitation mais dans la création, dans l'invention des produits et des services de demain. D'où l'intérêt pour les pays, tels que la France, qui se rapprochent de la frontière technologique, d'avoir des universités de rang mondial davantage orientées vers la recherche et la créativité. Cela passe aussi parfois par des changements organisationnels destinés à rendre les universités plus réactives et plus proches des acteurs économiques. De nos jours le développement des nouvelles technologies de l’information et de la communication (NTIC) renforce ce trait. Depuis le début des années 2000, l'organisation des universités et le financement préférentiel des projets de développement instrumentaux conduisent à un changement du modèle universitaire tourné plus vers les entreprises et la production de techniques que vers l'ensemble des connaissances (y compris les « humanités » : philosophie, littérature, etc.) et l'autonomie.

#### Universités et pôle de compétence
Pour Christian Blanc « l’économie repose sur l’échange de deux types de savoir : d’une part le savoir formalisé, codifié, écrit, c'est-à-dire l’information et d’autre part le savoir tacite, qui permet d’utiliser l’information, d’en juger la qualité de l’appliquer à un problème concret, ou connaissance. La connaissance est nécessaire à la création ». Or si l’information circule mondialement, la connaissance comme définie plus haut reste plus localisée. C’est l’idée qu’il y a derrière le terme américain de cluster que Michael Porter a défini comme « un groupe d’entreprises et d’institutions partageant un même domaine de compétence, proches géographiquement, reliées entre elles et complémentaires ». Parmi les exemples célèbres de clusters, il est possible de citer la Silicon Valley autour de l’université Stanford. Les universités jouent dans le cas des clusters (appelés en France pôles de compétitivité) un rôle clé car c’est sur elles que reposent en très grande partie les capacités d’innovation. Pour Blanc, pour qu’un pôle de compétitivité soit efficace, il faut que les leviers de la compétitivité soient entre les mains des autorités qui gèrent les périmètres locaux, comme c’est le cas en Catalogne espagnole par exemple, et que les universités aient elles-mêmes une autonomie forte qui les rendent capables d’« assumer des responsabilités importantes ». Aussi, aujourd’hui, dans les pays développés (États-Unis, Royaume-Uni, Allemagne, France, Italie, Espagne…), comme d’ailleurs dans les autres (l’Inde autour de Bangalore…), les relations entre les grandes écoles ou les universités, les centres de recherche et développement, et les entreprises tendent à être organisées dans des bassins d'emploi territoriaux, dans le cadre de pôles de compétence et de projets d'intelligence économique territoriale.

## Par pays
Depuis la fin du XXe siècle les universités sont identifiées comme étant un élément clef de la croissance des États. Sur l'impulsion du modèle américain, la plupart des pays du monde investissent maintenant dans le développement et la valorisation de ses universités.

### Afrique

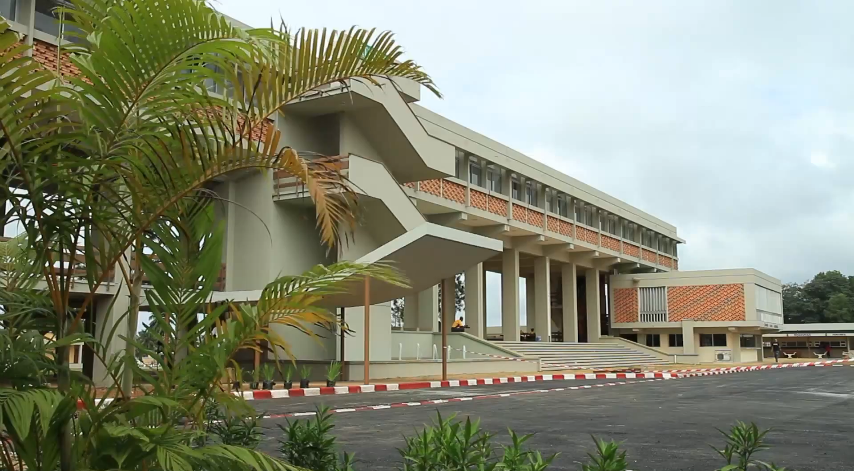
Présidence de l'université Félix Houphouët-Boigny, dotée d'un vaste campus au sein de Cocody, à Abidjan.

L'Afrique a vu le développement d'universités et d'établissements d'enseignement supérieur privés depuis le milieu des années 1990, à la fois pour répondre à des besoins non satisfaits par les États, et sous la pression des institutions internationales promouvant la libéralisation du secteur. De qualités inégales, il peut s'agir aussi bien de structures visant avant tout un profit à court terme, que d’institutions s'inscrivant dans la recherche de l'élitisme. Leur développement a quelquefois été contrarié par des politiques gouvernementales rigides ou au contraire trop laxistes, mais a d'en d'autres cas (Nigeria, Ouganda, Cameroun, Mozambique, Zimbabwe, Éthiopie) profité d'une politique d'encouragement jugée adaptée.
Leur succès a quelquefois été considéré comme un facteur d'émulation contribuant au développement des universités du secteur public. C'est le cas en Afrique du Sud, qui ne proposait en 1990 que dix cursus publics de MBA à 1 000 étudiants, et qui dix ans plus tard en offrait une quarantaine, pour 15 000 étudiants. En Mozambique et au Kenya, l'exemple du secteur privé a incité les universités publiques à proposer des cursus répondant mieux aux besoins du marché. En Éthiopie, les universités publiques ont reproduit les modalités d'enseignement à distance qui ont fait une partie du succès de l'enseignement supérieur privé.

### Asie

#### Chine
Les futurs étudiants doivent passer un concours national d'entrée à l'université, le gaokao. En juin 2009, il y avait 6,3 millions de places en première année, tous établissements d’enseignement supérieur confondus. Beaucoup de jeunes Chinois font leurs études à l'étranger, notamment aux États-Unis.

### Amérique

#### Canada
Au Canada, selon l'Article 93 de Loi constitutionnelle canadienne de 1867, l'éducation est une compétence exclusivement provinciale.

#### États-Unis

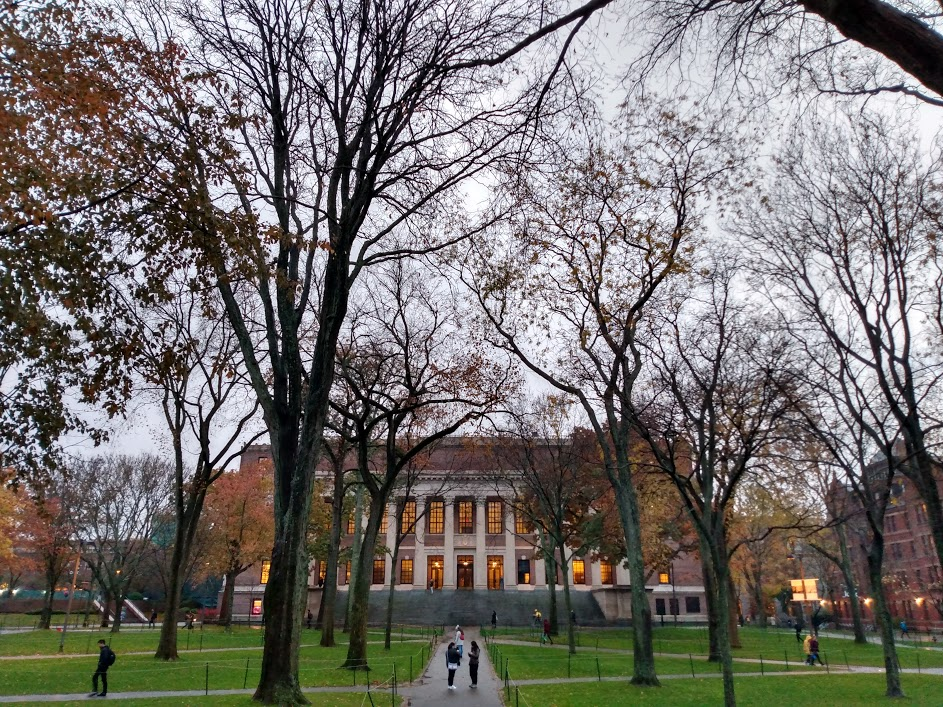
Harvard Yard à Cambridge, MA, États-Unis.

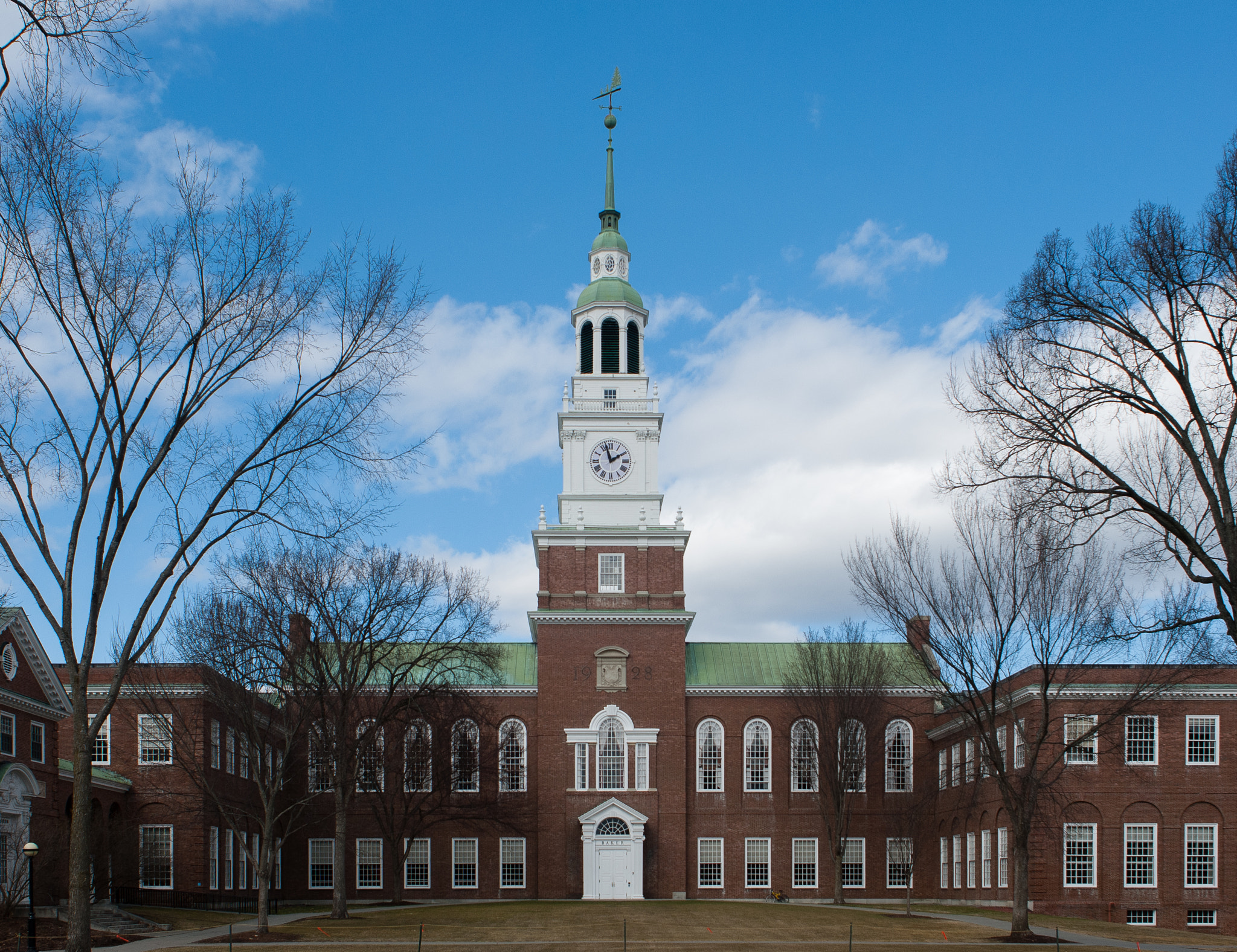
Le campus de Dartmouth College.

Le système universitaire des États-Unis est de nos jours considéré comme de très bon niveau, voire comme le premier au monde, à tel point qu’il sert souvent de référence. L’étude de l'université de Shanghai de 2017 place seize universités des États-Unis dans les vingt premières, Harvard figurant en première position.
Le système universitaire américain s’est beaucoup développé à la fin du XIXe siècle avec la création de nombreuses universités dont certaines sont aujourd’hui fort connues : université Yale (1701), université Stanford (1891) (Californie), université Johns-Hopkins (1876), université Cornell (1865), université de Chicago (1892), etc. Ces universités adopteront en partie le modèle allemand et allieront enseignement et recherche. Par ailleurs, il sera introduit rapidement des cursus qui en Europe, « en raison de préjugés hérités de la société précapitaliste, ne sont pas jugés dignes de l’université ». C'est ainsi que la finance et le commerce seront enseignés dès 1881 avec la création de la Wharton School of Finance à l’université de Pennsylvanie. En France, de grandes écoles commerciales seront également fondées à cette époque (HEC créée en 1881) mais resteront hors du giron des universités. La force des exécutifs universitaires est un élément distinctif du système américain par rapport aux modèles germaniques et français.
Le système américain est très varié. À côté d’institutions privées sans but lucratif très prestigieuses comme l'université Stanford ou l'université Harvard, on trouve des universités appartenant aux États dont certaines sont également renommées telle que l'université de Berkeley. Dans les universités publiques ou privées, les études de base (undergraduate) durent quatre ans et mènent au Bachelor Degree. Elles peuvent être suivies d’un Master’s Degree en un an ou d’un PhD en général en trois ans. À côté des universités on trouve des Community Colleges qui dispensent des formations en deux ans. À la suite de quoi, l’étudiant peut soit arrêter les études soit entrer dans une université.
Si le terme « college » est en général réservé à l’enseignement court, des établissements comme Boston College ou Darmouth College bien que s’intitulant pour des raisons historiques college sont de vraies universités. La « Carnegie Basic Classification » distingue les universités dotées de programmes doctoraux (Doctorate-granting Universities (I)) des collèges et universités délivrant surtout des masters (Master’s Collegues (IIA)), des collèges allant jusqu'à la licence (Baccalaureate colleges (IIB)) et des collèges associés (Associate’s Colleges (III)).
L’inscription en université dépend des résultats obtenus au cours des trois dernières années de lycée et des scores obtenus à des tests : les SAT (Standardized Aptitude Tests) et les AP (Advanced Placements). Les universités américaines les plus prestigieuses sont regroupées au sein de la « Ivy League ». Plus des trois quarts des étudiants américains vont dans des universités publiques.

### Europe

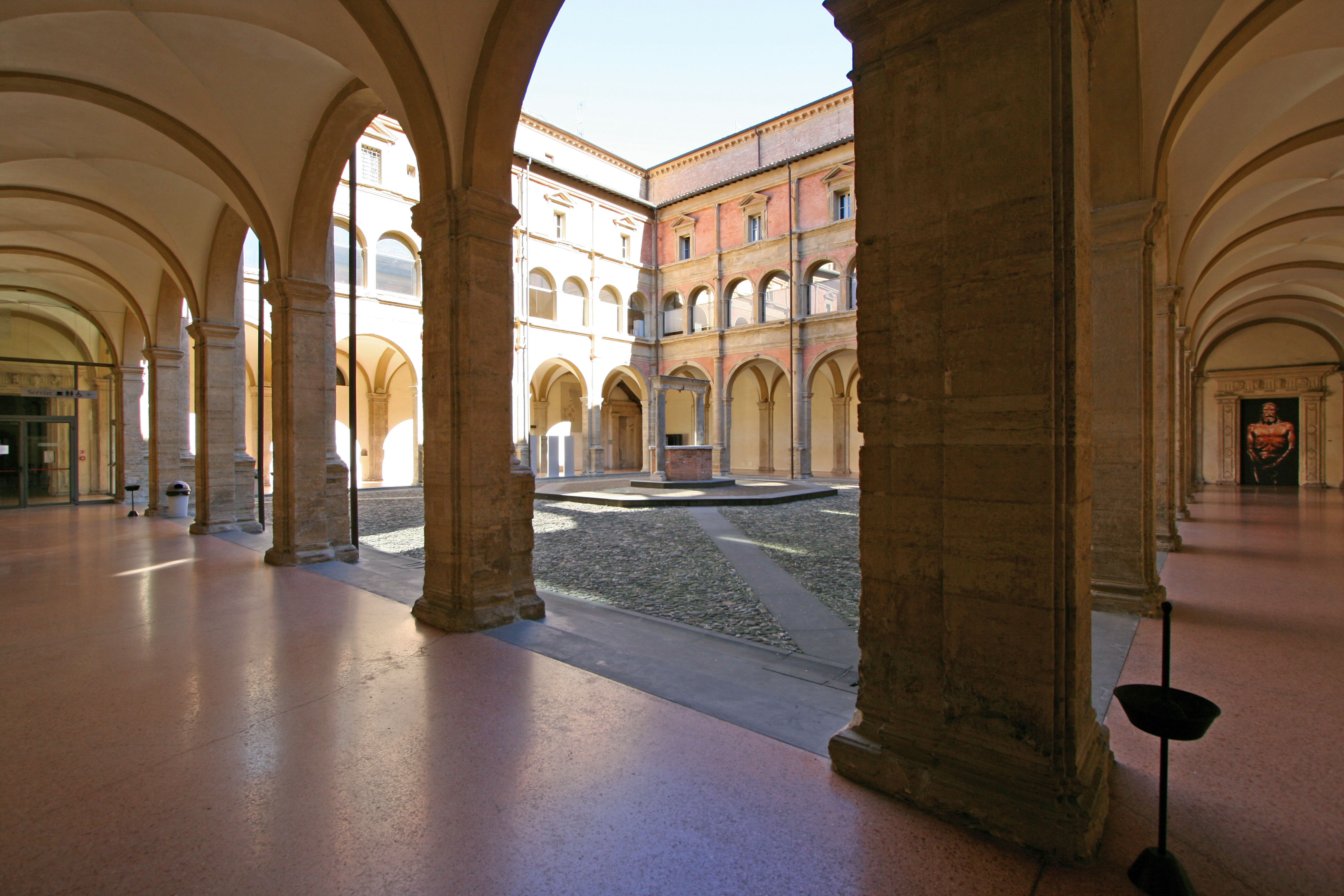
Cloître de Saint-Jean-au-Mont, Ancien siège de la prison de la Ville de Bologne, aujourd’hui siège des départements d’Archéologie, d’Histoire, de Paléographie et de Médiévisme.

#### Belgique
La première université Belge date de 1425. Les universités ont été supprimées par la Révolution française. Sous l'Empire a été instaurée en 1806 une université impériale. Des universités d’État, furent créées en 1817.
Les universités belges au nombre de 14 ont pour la plupart un pouvoir organisateur privé (contrairement à beaucoup d'autres pays) mais elles sont subventionnées par les Communautés. Elles proposent majoritairement des cursus longs (4 ans minimum) et jouissent généralement d'un prestige plus important que les Hautes écoles (au contraire de la France par exemple).

#### France

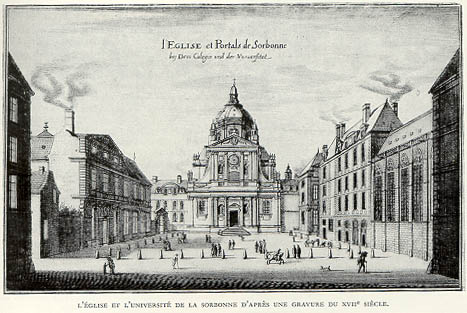
La Sorbonne, Paris, au XVIIe siècle.

Durant la Révolution française, le décret de la Convention nationale du 15 septembre 1793 supprime les universités médiévales et crée ce qui sera appelé par la suite les « grandes écoles ».
Sous l'Empire a été instaurée en 1808 une université impériale couvrant l'ensemble du territoire national, dont certaines caractéristiques perdurent : forte centralisation et découpage disciplinaire strict en facultés. Ces traits seront atténués d’abord en 1893 par la création d’universités par ville puis par la loi Faure de 1968. Malgré tout le découpage disciplinaire reste marqué et l’autonomie assez limitée.
En 1875, le vote de la loi sur la liberté de l’enseignement supérieur permit la création de cinq universités catholiques à Paris, Angers, Lille, Lyon et Toulouse. Face au succès de ces créations (9000 étudiants sur les 24000 étudiants français de l'époque), la loi du 18 mars 1880 relative à la liberté de l'enseignement supérieur rétablit le monopole de la collation des grades universitaires et réserve formellement le titre d'université aux établissements publics. Les universités catholiques en France ont officiellement le titre d'institut catholique, et la liberté de l'enseignement supérieur a été depuis reconnue comme un principe constitutionnel fondamental. 80 000 étudiants suivent en 2022 les formations de ces établissements privés.
Il fallut attendre 1896 pour que la loi rétablisse les universités en regroupant les facultés publiques d'une même ville dans une structure commune, donnant à l'enseignement supérieur public son visage actuel.
En 1938, les universités en France comptaient 60 000 étudiants, ce chiffre passe à 300 000 en 1968 et à 1 515 000 à la rentrée 2001-2002. Au début des années 2000, environ 500 000 étudiants suivaient un cursus de lettres et de sciences humaines, 350 000 en droit et en sciences économiques, un peu plus de 200 000 en sciences et 140 000 dans le secteur de la santé. La question de savoir pourquoi tant d’étudiants se dirigent vers des filières offrant peu de débouchés directs a intrigué les chercheurs. Pour Fave-Bonnet (1997), il s’agirait d’une position de repli plus subie que voulue, pour Alain Renaut au contraire, cela traduirait une demande de culture générale. Jacques Mistral, pour satisfaire à cette demande, plaide pour des collèges universitaires où les étudiants pourraient « consolider les fruits de l’enseignement secondaire », « apprendre les langages et les codes de la vie en société », « satisfaire des curiosités variées », « approfondir progressivement une discipline » et amorcer ainsi leur spécialisation. Pour Cédric Hugrée et Tristan Poullaouec (2022), il faut à la fois augmenter le volume horaire en licence pour mieux encadrer le travail studieux et créer un bac de culture commune mettant fin à la séparation du lycée en trois voies (générale, technologique et professionnelle).

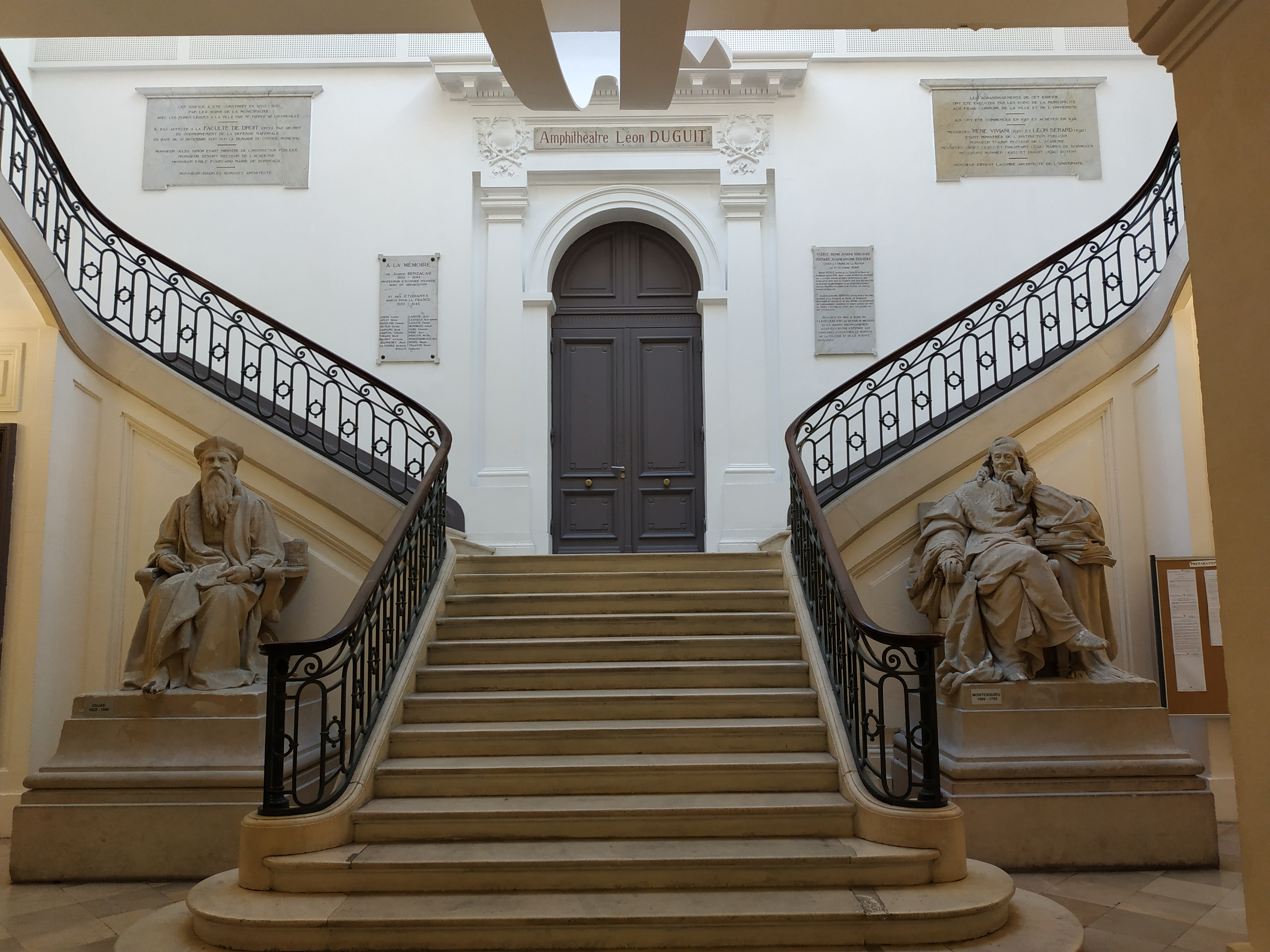
Faculté de droit et de sciences politiques de Bordeaux.

Dans leur rapport au CAE (Conseil d'analyse économique), Philippe Aghion et Élie Cohen estimaient que si les universités françaises et plus généralement l’enseignement supérieur en France étaient adaptés à une économie en phase de rattrapage, ils l’étaient beaucoup moins à une économie proche de la « frontière technologique ». Pour que les universités françaises puissent jouer pleinement leur rôle dans cette situation, il faudrait pour ces auteurs revenir sur la double coupure fondatrice de l'enseignement supérieur et de la recherche en France à savoir : la dissociation de l'éducation et de la recherche d'une part, et le découpage entre formations sélectives et non sélectives d'autre part. En effet, une économie de la connaissance requiert d'une part une complémentarité accrue entre recherche appliquée, recherche fondamentale et enseignement doctoral et d'autre part que les dirigeants soient eux-mêmes formés à la recherche. Dans le cadre d'une économie proche de la frontière technologique, il est important d’investir dans le supérieur. En 2001, les États-Unis avaient investi 2,3 % de leur PIB (1,1 % en investissements publics et 1,2 % en investissements privés) dans ce domaine contre 1,1 % en France (1 % public, 0,1 % privé). Dans leur rapport Philippe Aghion et Élie Cohen plaidaient pour une approche incrémentale c’est-à-dire pour une série de mesures de faible ampleur mais susceptibles de mettre les acteurs en mouvement et en mesure de s’approprier les réformes. À l'opposé, des économistes tels Jean-Hervé Lorenzi ou Michel Mougeot estiment que la démarche incrémentale ne serait pas à la hauteur des enjeux. Jean Tirole se prononce en faveur d'une autonomie des universités et d'un recours à une part de financement privé de sorte que les étudiants des universités françaises reçoivent un enseignement de qualité et que la France ait une recherche en ligne avec son potentiel. Depuis le début des années 2000, les discours politiques et les financements se concentrent sur les domaines universitaires en relation avec le développement instrumental et technique. Les nombreux autres domaines enseignés et faisant l'objet de recherches sont peu financés.
Dans une étude de septembre 2007, l’institut Bruegel a cherché à analyser les raisons du décrochage des principaux établissements d’enseignement supérieurs européens par rapport à leurs homologues des États-Unis. Deux faits ont été mis en exergue : un moindre investissement de 1,3 % du PIB contre 3,3 % du PIB aux États-Unis et une moindre autonomie des universités européennes. Les auteurs insistèrent particulièrement sur ce point et montrèrent qu’aussi bien aux États-Unis qu’en Europe, c’est un élément clé qui affecte positivement les apports financiers faits aux universités.

#### Royaume-Uni

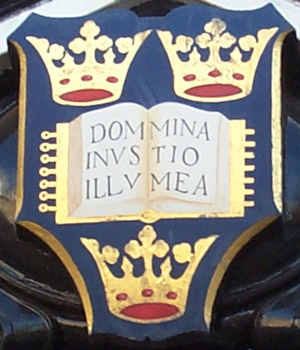
Blason de l'université d'Oxford.

Fondées aux XIIe et XIIIe siècles, les universités d'Oxford et de Cambridge sont à la fois les plus connues et les plus anciennes. Elles élisaient chacune un député à la Chambre des communes jusqu'à la fin de la Seconde Guerre mondiale. William Ewart Gladstone fut longtemps élu par l'université d'Oxford. C'est également lui qui, au début des années 1850, procéda à une réforme de l'université et œuvra à ce que les postes de la fonction publique anglaise soient pourvus par concours.
De nombreux établissements furent créés dans la seconde partie du XIXe siècle : l'université de Manchester (1851), l'université d'Aberystwyth (1874) au pays de Galles, la London School of Economics (1895), etc. En 1861, Oxford et Cambridge reçurent 2 400 étudiants, puis 5 881 en 1901 et plus de 10 000 en 1931. Actuellement[Quand ?], ces deux universités ensemble accueillent environ 35 000 étudiants.
Dans les années 1920, le Balliol College à Oxford établit un programme d'abord appelé « Grands Modernes » puis Philosophy Politics and Economy afin de mieux former les personnes susceptibles d'entreprendre une carrière publique en leur donnant une capacité de réflexion à la fois forte et interdisciplinaire.

#### Pologne

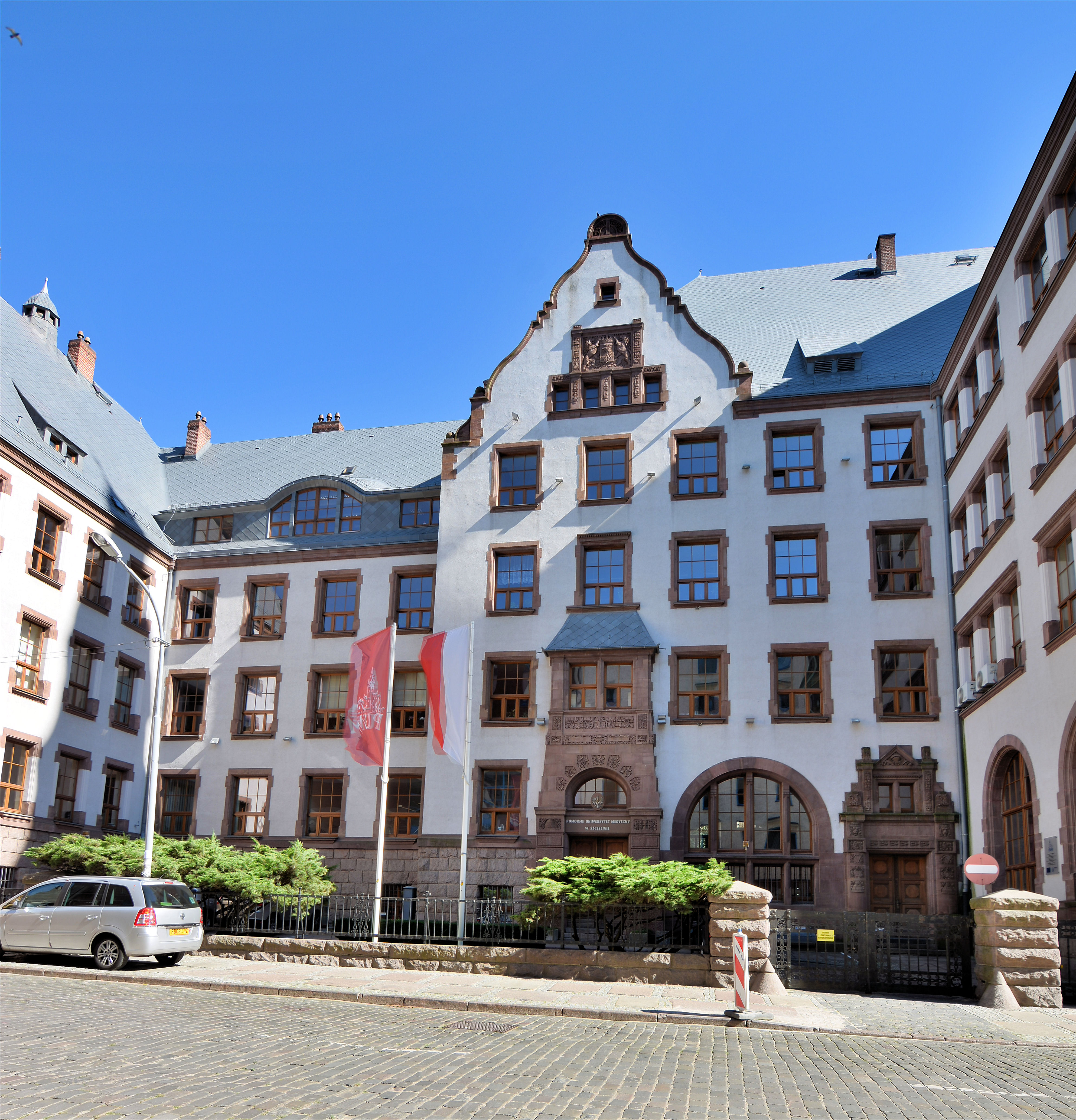
Université médicale poméranienne de Szczecin

Les universités et autres écoles remarquables de Pologne, à commencer par la plus ancienne à Cracovie, ont été créées principalement dans des villes importantes, qui étaient des centres du pouvoir et de l'administration de l'État et, après la fin de la Seconde Guerre mondiale, dans des centres industriels (par exemple Katowice, Łódź, Lublin, Radom). Des catégories distinctes sont les universités spécialisées, par ex. sciences naturelles (par exemple Poznań, Lublin), médicales (par exemple Białystok, Szczecin), pédagogique (par exemple Cracovie), polytechniques (par exemple Varsovie, Radom, Kielce, Częstochowa) et écoles de musique (comme à Poznań, Varsovie, Cracovie et Katowice). La plus ancienne université gérée par l’Église catholique est l'université catholique de Lublin. L'adhésion de la Pologne à l'Union européenne a entraîné la fusion de certaines universités : c'est ainsi qu'a été créée l'université technologie de Poméranie occidentale à Szczecin.

## Classements
Il existe plusieurs classements des établissements supérieurs, parmi lesquels le classement de l'université Jiao Tong de Shanghai, le classement du Times Higher Education, le CHE University Ranking du Centrum für Hochschulentwicklung, et, pour les Business Schools, le classement du Financial Times qui n'entre pas dans le champ de cet article.
Si ces classements sont diversement appréciés — ceux qui y sont favorables les voient comme « un élément clef de reconnaissance et de motivation, à la fois pour les enseignants et les étudiants » — il faut constater qu'ils répondent à des problématiques fort différentes.
Le plus connu, le classement de Shanghai, est particulièrement axé vers la recherche, que la Chine considère comme vitale pour son avenir. Aussi l'accent est-il mis sur les publications scientifiques, le nombre de prix Nobel, le budget consacré à la recherche ainsi que le nombre de fois où les chercheurs d'une université sont cités par leurs pairs dans les revues scientifiques. Le classement du Times Higher Education prend en compte cinq critères. Deux sont également présents dans le classement de Shanghai : le nombre d'articles dans Nature et Science, la fréquence des citations. Trois sont différents : l'opinion des employeurs et des universitaires, le nombre d'enseignants et d'étudiants étrangers ainsi que le ratio enseignants/étudiants.
Le classement allemand (CHE University Ranking) est plus complexe. Il ne vise pas tant à classer les universités qu'à indiquer par discipline quelles sont les meilleures universités. Le CHE fait partie du consortium d'institutions européennes (Cherpa Network) chargé par la Commission européenne d'étudier la faisabilité d'un « classement multidimensionnel des universités en Europe et dans le monde ».
- Canada : classement de Maclean's
- France : classement du Nouvel Observateur

## Quelques dates

### Europe
- -367 : L'Académie est fondée par Platon à Athènes. D'autres grandes institutions de la Grèce antique se trouvent dans les villes de Kos, Rhodes ainsi que dans le musaeum et la bibliothèque d'Alexandrie.
- -335 : le Lycée, est fondée par Aristote à Athènes. Elle tire son nom du terme grec peripatein, « se promener » : la légende dit qu'il enseignait au Lycée d'Athènes en se promenant
- 425 : fondation[51] de l'université de Constantinople, par Théodose II disparue au XIVe siècle.
- VIII et IX : fondation de la première université médiévale en Europe, École de médecine de Salerne.
- 803, Alcuin dirige l'Académie palatine et organise un enseignement basé sur les arts libéraux.
- 1088 : fondation de l'université de Bologne, la plus ancienne université du monde occidental, qui n'était limitée qu'au droit. Elle a pris le nom d'Alma mater studiorum par un décret de 2000.
- 1150 : fondation de l'université de Paris comme communauté de tous (universitas) les collèges, gradués et écoliers de la rive gauche.
- 1167 : les étudiants anglais sont expulsés de l'université de Paris, l'université d'Oxford est fondée sur le modèle de fonctionnement en vigueur à Paris.
- 1180 : fondation de la première université espagnole à Palencia (studium generale)
- XIIIe siècle : développement des premières universités, école scolastique ; Albert le Grand introduit la philosophie et la science grecques (Aristote, Euclide) et arabes dans les universités européennes.
- 1209 : fondation de l'université de Cambridge.
- 1215 : Les statuts de l'université de Paris sont promulgués par Robert de Courçon.
- 1218 : fondation de l'université de Salamanque par Alphonse IX de Leon.
- 1220 : le cardinal Conrad d'Urach, légat du pape Honorius III, crée l'école de médecine de Montpellier (France), la plus ancienne faculté de médecine en activité au monde.
- 1222 : un groupe de professeurs et étudiants ressortissants de l'université de Bologne fonde l'université de Padoue
- 1224 : fondation de l'université de Naples « Frédéric-II »  fondée par l'empereur Frédéric II Stupor mundi. Elle est la plus ancienne université laïque et de l'État.
- 1229 : fondation de l’université de Toulouse sur le modèle de celle de Paris.
- 1235 : fondation de la faculté de droit de l'université d'Orléans.
- 1257 : fondation de la Sorbonne à Paris par Robert de Sorbon. Collège qui deviendra une communauté de docteurs en théologie.
- 1289 : fondation de l'université de Montpellier, fondation de l’université de Gray qui deviendra en  1422 l’université de Dole. Fondation de l’université de Macerata (Italie centrale). Fondation de l’université d'Ascoli Piceno (Italie centrale)
- 1290 : fondation de l'université de Coimbra (Portugal).
- 1303 : fondation de l'université d'Avignon.
- 1331 : fondation de l’université de Cahors.
- 1339 : fondation de l'université de Grenoble par le pape Benoît XII.
- 1343 : fondation de l’université de Pise.
- 1348 : l'empereur Charles IV fonde l'université Charles de Prague.
- 1364 : fondation de l’Universitas Andegavensis à Angers
- 1364 : Casimir le Grand fonde l'université Jagellonne de Cracovie sous le nom d'Académie de Cracovie (Pologne)
- 1386 : fondation de l'université de Heidelberg.
- 1403 : fondations du Καθολικόν Μουσεΐον à Constantinople par le basileus Manuel II Paléologue.
- 1409 : fondation de l'université de Leipzig.
- 1409 : fondation de l'université d'Aix-en-Provence
- 1425 : fondation de l'université de Louvain (Belgique) par une bulle pontificale du pape Martin V.
- 1431 : fondation de l'université de Poitiers par le pape Eugène IV et confirmée par lettres patentes par Charles VII de France.
- 1432 : fondation de l'université de Caen par Henri VI d'Angleterre. Elle a été refondée en 1452 par Charles VII de France.
- 1434 : fondation de l'université de Catane par Alphonse V d'Aragon.
- 1441 : fondation de l'université de Bordeaux par une bulle pontificale du pape Eugène IV.
- 1452 : fondation de l'université de Valence par le dauphin Louis II.
- 1460 : fondation de l'université de Nantes par une bulle pontificale du pape Pie II.
- 1460 : fondation de l'Université de Bâle en Suisse.
- 1477 : fondation de l'université d'Uppsala en Suède, la plus vieille et la plus renommée de Scandinavie.
- 1502 : fondation de l'université de Wittemberg, où étudia puis enseigna Martin Luther avant de déclencher la réforme protestante.
- 1505 : fondation de l'université de Séville en Espagne.
- 1537 : fondation de l'Université de Lausanne en Suisse.
- 1538 : fondation de l'université de Strasbourg.
- 1542 : fondation de l'université de Saragosse en Espagne.
- 1548 : fondation de l'université de Reims.
- 1559 : fondation de l'université d'Évora au Portugal.
- 1562 : fondation de l'université de Douai.
- 1572 : fondation de l'université de Nancy.
- 1575 : fondation de l'université de Leyde.
- 1579 : fondation de l'université de Vilnius en Lituanie.
- 1559 : fondation de l'Université de Genève en Suisse.
- 1614 : fondation de l'université de Groningue.
- 1666 : fondation de l'université de Lund en Suède.
- 1735 : fondation de l'université de Rennes par transfert de la faculté de droit de l'université de Nantes.
- 1755 : fondation de l'université de Moscou en Russie.
- 1809 : fondation de l'université Humboldt de Berlin, à l'initiative du réformateur libéral de l'éducation et linguiste Wilhelm von Humboldt.
- 1817 : fondation de l'université de Liège en Belgique.
- 1834 : fondation de l'Université libre de Bruxelles en Belgique.
- 1875 : fondation des universités catholiques à Paris, Angers, Lille, Lyon et Toulouse.
- 1921 : fondation de l'université catholique du Sacré-Cœur de Milan en Italie.

### Amérique
N.B. : Liste non exhaustive
- 1538 : fondation de l'université de Santo Tomás de Aquino, 1º par bulle papale (République dominicaine).
- 1551 : fondation de l'université nationale de San Marcos, 1º par pase regio (Pérou).
- 1552 : fondation de l'université du Mexique (Mexique).
- 1604 : fondation de l'université pontificale Javeriana (Colombie).
- 1613 : fondation de l'université de Cordoba (Argentine).
- 1636 : fondation de l'université Harvard (Massachusetts, États-Unis).
- 1663 : fondation de l'Université Laval (Québec, Canada).
- 1693 : fondation du Collège de William et Mary (Virginie, États-Unis).
- 1701 : fondation de l'université Yale (Connecticut, États-Unis).
- 1746 : fondation de l'université de Princeton (New Jersey, États-Unis).
- 1751 : fondation de l'université de Pennsylvanie (Pennsylvanie, États-Unis).
- 1754 : fondation de l'université Columbia (New York, États-Unis).
- 1764 : fondation de l'université Brown (Rhode Island, États-Unis).
- 1769 : fondation du Dartmouth College (New Hampshire, États-Unis).
- 1791 : fondation de l'université de Guadalajara (Mexique).
- 1803 : fondation de l'université d'Antioquia (Colombie).
- 1808 : fondation de l'université fédérale de Bahia (Brésil).
- 1819 : fondation de l'université de Virginie par Thomas Jefferson (Virginie, États-Unis).
- 1821 : fondation de l'Université McGill (Québec, Canada).
- 1821 : fondation de l'université de Buenos Aires (Argentine).
- 1827 : fondation de l'Université de Toronto (Ontario, Canada).
- 1843 : fondation de l'Université Bishop's (Québec, Canada).
- 1848 : fondation de l'Université d'Ottawa par Oblats de Marie-Immaculée (Ontario, Canada).
- 1867 : fondation de l'université nationale de la Colombie (Colombie).
- 1873 : fondation de l'École polytechnique de Montréal (Québec, Canada), aujourd'hui une école affiliée à l'Université de Montréal, fondée en 1878.
- 1954 : fondation de l'Université de Sherbrooke (Québec, Canada).
- 1963 : fondation de l'Université de Moncton (Nouveau-Brunswick, Canada).
- 1968 : fondation de l'Université du Québec (Québec, Canada).
- 1974 : fondation de l'Université autonome métropolitaine (Mexico, Mexique).

### Afrique et Moyen-Orient
- 271 : la fondation de l'académie de Gundishapur marque la prise du flambeau par l'empire perse.
- 737 : fondation de l'université Zitouna à Tunis, première université dans le monde musulman.
- 832 : le calife Abbaside Haroun ar-Rachid fonde les maisons de la sagesse.
- 859 : fondation de l'université Quaraouiyine à Fès (Maroc), qui est considérée comme la plus ancienne université dans le monde encore en activité par l'UNESCO[52],[53], le Livre Guinness des records[54], et par plusieurs historiens[55],[56],[57],[58],[59],[60],[61],[62].
- 970 : fondation de l'université al-Azhar au Caire. Cette époque correspond à l'essor des sciences et techniques islamiques.
- 1912 : fondation du Technion, Institut israélien de technologie, université de recherche publique à Haïfa.
- 1974 : fondation de l'université des sciences et de la technologie Houari-Boumediene à Alger.
- 1829 : fondation du South African College qui deviendra l'université du Cap, dans la colonie britannique du Cap.
- 1954 : fondation de l'université de Kinshasa (anciennement nommée université Lovanium), à Kinshasa.
- 1956 : fondation de l'université de Lubumbashi (anciennement nommée université officielle du Congo), à Lubumbashi.
- 1958 : fondation de l'université de Kisangani (anciennement nommé université libre du Congo), à Kisangani.
- 1964 : fondation de l'université Félix Houphouët-Boigny (anciennement nommée université de Cocody), à Abidjan.
- 1970 : fondation de l'université de Lomé (anciennement nommé université du Bénin), à Lomé.
- 1973 : fondation de l'université Abdou-Moumouni de Niamey (anciennement nommée université de Niamey).
- 1992 : fondation de l'université Alassane Ouattara (anciennement nommée université de Bouaké), à Bouaké.
- 1992 : fondation de l'université Nangui Abrogoua (anciennement nommée université d'Abobo-Adjamé), à Abidjan.
- 2012 : fondation de l'université Jean-Lorougnon-Guédé (anciennement nommée unité régionale de l'enseignement supérieur de Daloa), à Daloa.
- 2012 : fondation de l'université Péléforo Gbon Coulibaly (anciennement nommée unité régionale de l'enseignement supérieur de Korhogo), à Korhogo.

### Asie
- 258 : fondation de l'université de Nankin, une des institutions d'enseignement supérieur les plus vieilles du monde.
- 1877 : fondation de l'université de Tokyo, première université impériale japonaise.
- 1895 : fondation de l'université Peiyang (université de Tianjin) à Tianjin, la première université chinoise moderne.

### Numéros spéciaux de revues
- L’université, revue Futur antérieur, no 43, avril 1998, [lire en ligne].
- Que faire pour l’Université ?, revue Mouvements, no 55/56, septembre-décembre 2008.